# Amadou Dia
Amadou Dia est un footballeur franco-américain né le 7 juin 1993 à Nantes. Il joue au poste d'arrière gauche à Louisville City en USL Championship.

## Biographie
Le 12 juillet 2016, Dia est échangé contre Cameron Porter et rejoint l'Impact de Montréal.
Le 9 juin 2017, après six mois sans club, Dia s'engage avec le Rising de Phoenix et retrouve son ancien coéquipier à Montréal, Didier Drogba.

## Palmarès
Sporting de Kansas City
- Vainqueur de la Coupe des États-Unis en 2015

 Rising de Phoenix
- Finaliste de la United Soccer League en 2018

 Louisville City
- Finaliste du USL Championship en 2022